# Maduma (Simanindo)
Maduma is een bestuurslaag in het regentschap Samosir van de provincie Noord-Sumatra, Indonesië. Maduma telt 755 inwoners (volkstelling 2010).